# Phoeniculus
Phoeniculus är ett släkte med fåglar i familjen skratthärfåglar inom ordningen härfåglar och näshornsfåglar. Släktet omfattar fyra arter som förekommer i Afrika söder om Sahara:
- Vithuvad skratthärfågel (P. bollei)
- Grön skratthärfågel (P. purpureus)
- Svartnäbbad skratthärfågel (P. somaliensis)
- Violett skratthärfågel (P. damarensis)